# Reino de Chao
Chao ou Zhao foi um Estado chinês da Antiguidade, um dos sete a ascender durante o Período dos Estados Combatentes (r. 475–221 a.C.). Em 403 a.C., seu fundador Chao Ji e os líderes dos reinos de Uei e Hã partiram o Reino de Jim. Chao se estendia através do nordeste e centro de Xanxim e sudoeste de Hebei. Dada sua prosperidade, conquistou grandes terras dentro de Uei e Chi. Depois se tornou grande adversário do Reino de Chim, que destroçou seu poderio militar em 260 a.C.; aproximados 50 000 x foram mortos em combate e outros 400 000 foram massacrados. Foi anexado por Chim em 222 a.C..